# 盐坨站
盐坨站是陇海线的铁路车站，位于江苏省连云港市连云区猴嘴街道，建于1925年，目前为四等站，邮政编码为222069。
猴嘴镇曾经是台北盐场的集疏运中心，盐坨站位于猴嘴镇附近的盐场集散地，主要功能为盐业运输。但随着盐业的衰落，盐坨站也逐渐荒废。
目前业务：不办理客运与行李、包裹托运；办理整车货物发到；不办理危险货物发到。2019年，因应陇海线连云港至连云段开行连云港市郊铁路的需要，本站计划新建一座站房。

## 接驳交通
| 盐坨站 | 盐坨站     | 盐坨站 | 盐坨站 | 盐坨站   |
| 编号   | 路线       | 路线   | 路线   | 备注     |
| ------ | ---------- | ------ | ------ | -------- |
| 10     | 香溢首末站 | ⇆      | 盐坨站 |          |
| 902    | 锦绣香江   | ⇆      | 盐坨站 | 定时班车 |
| 915正  | 盐坨站     | ↻      | 盐坨站 | 定时班车 |
| 915反  | 盐坨站     | ↺      | 盐坨站 | 定时班车 |